# Liste der Stolpersteine in Frankfurt-Bahnhofsviertel
Die Liste der Stolpersteine in Frankfurt am Main führt die vom Künstler Gunter Demnig verlegten Stolpersteine in Frankfurt am Main auf. Die Initiative Stolpersteine in Frankfurt am Main e. V. hat seit November 2003 die Verlegung von ca. 2000 Stolpersteinen, mindestens fünf Kopfsteinen und mindestens vier Stolperschwellen veranlasst. Die Initiative wird von der Stadt Frankfurt sowie von zahlreichen Institutionen, darunter das Jüdische Museum und das Institut für Stadtgeschichte unterstützt.
Die Steine erinnern an Menschen, die während der Zeit des Nationalsozialismus verfolgt, verhaftet, gequält, entrechtet, zur Flucht oder zum Suizid getrieben oder ermordet wurden. An ihrem letzten frei gewählten Wohnort in Frankfurt erinnern die Steine an alle Opfer des Nationalsozialismus: an Juden, Sinti und Roma, politisch Verfolgte, Zeugen Jehovas, Homosexuelle und Zwangsarbeiter, an als „asozial“ gebrandmarkte Menschen und an die Opfer der sogenannten „Euthanasie“-Morde an Kranken und Behinderten.
Im Oktober 2018 verlegte Gunter Demnig in Frankfurt den europaweit siebzigtausendsten Stein.
Die Stadtteile sind nach der Liste der Stadtteile von Frankfurt am Main angelegt. In den nicht gelisteten Stadtteilen liegen bislang keine Stolpersteine.
Über die hinter den Namen der Opfer liegenden Links lässt sich die zugehörige Biographie auf der Homepage der Stadt Frankfurt aufrufen.

## Liste
| Adresse                                                | Name                                 | Verfolgungsschicksal | Verlegedatum     | Bild                                                        | Anmerkung |
| ------------------------------------------------------ | ------------------------------------ | --- | ---------------- | ----------------------------------------------------------- | --- |
| Karlstraße 19 ·                                        | Robert Zunz                          | Robert Zunz geb. 31.1.1881 "Schutzhaft" KZ Dachau 1938 deportiert 1942 Region Lublin tod                                                                   | 29. Okt. 2024    |                                                             | |
| Taunusstraße 13 ·                                      | Paula Kuhn                           | Paula Kuhngeb. Würzburger geb. 1880 deportiert 1942 Transit-Ghetto Izbica ermordet                                                                         | 19. April 2024   |                                                             | |
| Windmühlstraße 5 ·                                     | Adalbert Grossmann                   | Adalbert Grossmann 21.9.1876 "Mischehe", ausgegrenzt, drangsaliert, 1942 Berufsverbot überlebt                                                             | 25. Sep 2023     |                                                             | |
| Windmühlstraße 5 ·                                     | Lilly Grossmann                      | Lilly Grossmann geb. Adler 7.11.1878 gedemütigt, entrechtet mit Hilfe überlebt                                                                             | 25. Sep 2023     |                                                             | |
| Windmühlstraße 5 ·                                     | Ilse Grossmann                       | Ilse Grossmann 13.02.1902 Flucht 1939 England, USA | 25. Sep 2023     |                                                             | |
| Marienstraße 15 ·                                      | Antonie Fleischmann                  | Antonie (Toni) Fleischmann, geb. Koch 10.11.1897 Flucht 1936 Südafrika                                                                                     | 14. Mai 2023     |                                                             | |
| Marienstraße 15 ·                                      | Ernst Fleischmann                    | Ernst Fleischmann 07.12.1924 Flucht 1936 Südafrika | 14. Mai 2023     |                                                             | |
| Marienstraße 15 ·                                      | Gustav Fleischmann                   | Gustav Fleischmann 14.4.1894 Flucht 1936 Südafrika | 14. Mai 2023     |                                                             | |
| Marienstraße 15 ·                                      | Kurt Fleischmann                     | Kurt Fleischmann 09.08.1930 Flucht 1936 Südafrika | 14. Mai 2023     |                                                             | |
| Mainzer Landstraße 23 ·                                | Dr. Raphael Weichbrodt               | Dr. Raphael Weichbrodt Jg. 1886 Berufsverbot 1933 deportiert 1942 Groß-Rosen ermordet 31.5.1942                                                            | 17. Okt. 2014    |                                                             | siehe auch Wikipedia-Eintrag |
| Mainzer Landstraße 23 ·                                | Dorrit Weichbrodt                    | Dorrit Weichbrodt Jg. 1921 deportiert 1942 Mauthausen ermordet 31.5.1942                                                                                   | 17. Okt. 2014    |                                                             | |
| Moselstraße 5 ·                                        | Erna Poser                           | Erna Poser geb. 09.03.1930 1933 Kalmenhof Idstein 10. 2. 1941 tot 10. 2. 1941 Aktion T4                                                                    | 20. Juni 2020    | der Stolperstein für Erna Poser                             | |
| Elbestraße 15 ·                                        | Anna Lina Gerlinger                  | Anna Lina Gerlinger, geb. Schreiber geb. 2.12.1884 Haft 1943 Polizeigefängnis Frankfurt; Rittergut Weißbrot in Kötten Deportiert 1943 Auschwitz 17.12.1943 | 17. Mai 2018     |                                                             | |
| Wilhelm-Leuschner-Straße 83 (früher Bürgerstraße 87) · | Anna Rosa                            | Anna Rosa Kastellan, geb. Schönhof geb. 1.6.1892 deportiert 19.10.1941 Lodz/Litzmannstadt tod                                                              | 13. Nov. 2017    |                                                             | |
| Wilhelm-Leuschner-Straße 83 (früher Bürgerstraße 87) · | Herbert Kastellan                    | Herbert Kastellan geb. 3.5.1885 deportiert 19.10.1941 Lodz/Litzmannstadt tod                                                                               | 13. Nov. 2017    |                                                             | |
| Wilhelm-Leuschner-Straße 83 (früher Bürgerstraße 87) · | Lotte Kastellan                      | Lotte Kastellan geb. 2.3.1914 Flucht 1939 England, 1940 USA                                                                                                | 13. Nov. 2017    |                                                             | |
| Wilhelm-Leuschner-Straße 83 (früher Bürgerstraße 87) · | Ellen Goldschmidt                    | Ellen Goldschmidt geb. 17.8.1922 Flucht 1938 England, 1940 USA                                                                                             | 13. Nov. 2017    |                                                             | |
| Moselstraße 46 ·                                       | Lina Geiss                           | Lina Geiss geb. Heimbächer geb. 07.05.1894 1941 verlegt nach Hadamar ermordet 7.3.1941                                                                     | 22. Juni 2017    |                                                             | |
| Windmühlstraße 5 ·                                     | Käthe Löwensberg                     | Käthe Löwensberg geb. 3.1.1853 deportiert 31.8.1942 Theresienstadt ermordet 31.08.1942                                                                     | 20. Mai 2016     |                                                             | |
| Windmühlstraße 5 ·                                     | Grete Mainzer                        | Grete Mainzer geb. 15.7.1873 deportiert 1942 Lodz ermordet 22.8.1942                                                                                       | 20. Mai 2016     |                                                             | |
| Windmühlstraße 5 ·                                     | Gustav Mainzer                       | Gustav Mainzer geb. 13.6.1873 deportiert 1942 Lodz ermordet 4.8.1942                                                                                       | 20. Mai 2016     |                                                             | |
| Windmühlstraße 5 ·                                     | Irma Mainzer                         | Irma Mainzer geb. 19.11.1919 Flucht 1933 Chile Palästina                                                                                                   | 20. Mai 2016     |                                                             | |
| Windmühlstraße 5 ·                                     | Erich Mainzer                        | Erich Mainzer geb. 19.11.1919 Flucht 1938 New York | 20. Mai 2016     |                                                             | |
| Wilh.-Leuschner-Straße 12 ·                            | Toni Wolfgang geb. Feist             | Toni Wolfgang geb. Feist geb. 2.10.1875 deportiert 1.9.1942 Theresienstadt ermordet 8.5.1943                                                               | 17. Mai 2015     |                                                             | |
| Kaiserstraße 36 ·                                      | Josef Strauss                        | Josef Strauss geb. 16.10.1872 deportiert 18.8.1942 Theresienstadt ermordet 30.11.1942                                                                      | 17. Mai 2015     |                                                             | |
| Kaiserstr. 28c ·                                       | Arthur Luwisch                       | Arthur Luwisch geb. 3.8.1919 deportiert 8.11.1938 Bentschen ermordet                                                                                       | 17. Mai 2015     |                                                             | |
| Kaiserstr. 28c ·                                       | Etli Luwisch geb. Wiesel             | Etli Luwisch geb. Wiesel geb. 17.3.1882 deportiert 8.11.1938 Bentschen ermordet                                                                            | 17. Mai 2015     |                                                             | |
| Kaiserstr. 28c ·                                       | Hermann Luwisch                      | Hermann Luwisch geb. 10.9.1913 Flucht 1936 Palästina | 17. Mai 2015     |                                                             | |
| Kaiserstr. 28c ·                                       | Lilly Luwisch                        | Lilly Luwisch geb. 17.10.1920 deportiert 8.11.1938 Bentschen ermordet                                                                                      | 17. Mai 2015     |                                                             | |
| Weserstraße 46 ·                                       | Paula Pauli                          | Paula Pauli geb. 12.9.1874 Suizid 30.9.1944 | 16. Mai 2015     |                                                             | |
| Mainzer Landstraße 33 ·                                | Alexander Loeb                       | Alexander Loeb geb. 4.3.1884 deportiert 19.10.1941 Łódź Tot 28.03.1942                                                                                     | 17. Februar 2009 | Stolperstein Francois Mainzer Landstraße 33 Alexander Loeb  | |
| Mainzer Landstraße 33 ·                                | Margarete Loeb                       | Margarete Loeb geb. Buseck geb. 20.7.1894 deportiert 19.10.1941 Łódź ermordet                                                                              | 17. Februar 2009 | Stolperstein Francois Mainzer Landstraße 33 Magarete Loeb   | |
| Mainzer Landstraße 33 ·                                | Ottilie Loeb                         | Ottilie Loeb geb. 26.11.1925 deportiert 19.10.1941 Łódź ermordet                                                                                           | 17. Februar 2009 | Stolperstein Francois Mainzer Landstraße 33 Ottilie Loeb    | |
| Mainzer Landstraße 33 ·                                | Karoline Buseck                      | Karoline Buseck geb. Hess geb. 28.7.1870 deportiert 19.10.1941 Łódź ermordet                                                                               | 17. Februar 2009 | Stolperstein Francois Mainzer Landstraße 33 Karoline Buseck | |
| Marienstraße 9 ·                                       | Carola Schmidt-Fellner geb. Liebmann | Carola Schmidt-Fellner geb. Liebmann geb. 14.8.1902 deportiert 6.1.1944 Theresienstadt befreit                                                             | 4. Juni 2011     | Stolperstein Marienstr. 9 Carola Schmidt-Fellner            | die Stolpersteine für das Ehepaar Schmidt-Fellner wurden bei Bauarbeiten entfernt, bei der Verlegung lagen dort rote Ziegelsteine als Gehwegbelag, jetzt liegen dort graue Betonsteine zum Vergleich ein Foto von der Verlegung |
| Marienstraße 9 ·                                       | Hermann Schmidt-Fellner              | Hermann Schmidt-Fellner geb. 20.10.1892 deportiert 3.6.1939 Dachau und 27.9.1939 Mauthausen Tod 22.1.1940                                                  | 4. Juni 2011     | Stolperstein Marienstr. 9 Hermann Schmidt-Fellner           | die Stolpersteine für das Ehepaar Schmidt-Fellner wurden bei Bauarbeiten entfernt, bei der Verlegung lagen dort rote Ziegelsteine als Gehwegbelag, jetzt liegen dort graue Betonsteine siehe auch Wikipedia-Eintrag             |
| Münchener Straße 20 ·                                  | Rudolf Mahler                        | Rudolf Mahler geb. 11.6.1889 deportiert 20.9.1939 Buchenwald und 15.7.1941 Pirna Tod 15.7.1941                                                             | 4. Juni 2011     | Stolpersteine Münchenerstr. 20                              | |
| Taunusstraße 40 ·                                      | Ernst Sommer                         | Ernst Sommer geb. 6.3.1885 deportiert 15.9.1942 Theresienstadt, 23.1.1943 Auschwitz Tod unbekannt                                                          | 20. Juni 2013    | Stolperstein Taunusstr. 40 Ernst Sommer                     | |
| Taunusstraße 40 ·                                      | Margot Sommer                        | Margot Sommer geb. 23.5.1924 Deportation unbekannt Tod unbekannt                                                                                           | 20. Juni 2013    | Stolperstein Taunusstr. 40 Margot Sommer                    | |
| Niddastraße 63 ·                                       | Heinrich Ochs                        | Heinrich Ochs geb. 17.3.1903, Suizid ?.?.1942 | 22. Juni 2014    | Stolperstein Niddastr. 63 Ochs Heinrich                     | |
| Niddastraße 64 ·                                       | Edmund Germann                       | Edmund Germann geb. 19.9.1901 Deportation unbekannt Preungesheim Tod 24.6.1942                                                                             | 22. Juni 2014    | Stolpersteine Niddastr. 64                                  | |
| Untermainkai 20 ·                                      | Adolf Moritz Steinschneider          | Adolf Moritz Steinschneider geb. 20.6.1894 1933 Exil Schweiz ermordet 11.6.1944 in Vichy-Frankreich                                                        | 15. Oktober 2004 | Stolperstein Untermainkai 20 Adolf Steinschneider           | |
| Wilhelm-Leuschner-Straße 69–77 ·                       | Gewerkschaftshaus                    | Gewerkschaftshaus erbaut 1931. Wir gedenken den Erbauern. Vielen von ihnen opferten Leben und Freiheit im Kampf gegen die Naziherrschaft                   |                  | Stolperschwelle Gewerkschaftshaus                           | siehe auch Wiki (Stolperschwelle) |